# Jakub Novák
Jakub Novák (* 30. prosince 1990, Pardubice) je bývalý profesionální silniční cyklista. Byl členem týmu BMC Racing team, který patří mezi nejlepší týmy světa.
V roce 2013 a 2014 byl členem týmu BMC development team a v půlce roku 2013 se stal jako takzvaný trainee členem týmu Pro Tour BMC team. Stal se několikanásobným mistrem ČR a reprezentantem na mistrovství světa. Byl také nominován jako náhradník na Letní olympijské hry v Londýně 2012 pro silniční závod s hromadným startem.
Jako důvod ukončení kariéry v mladém věku uvedl ztráta motivace k cyklistice a přehodnocení svých životních cílů.

## Výsledky

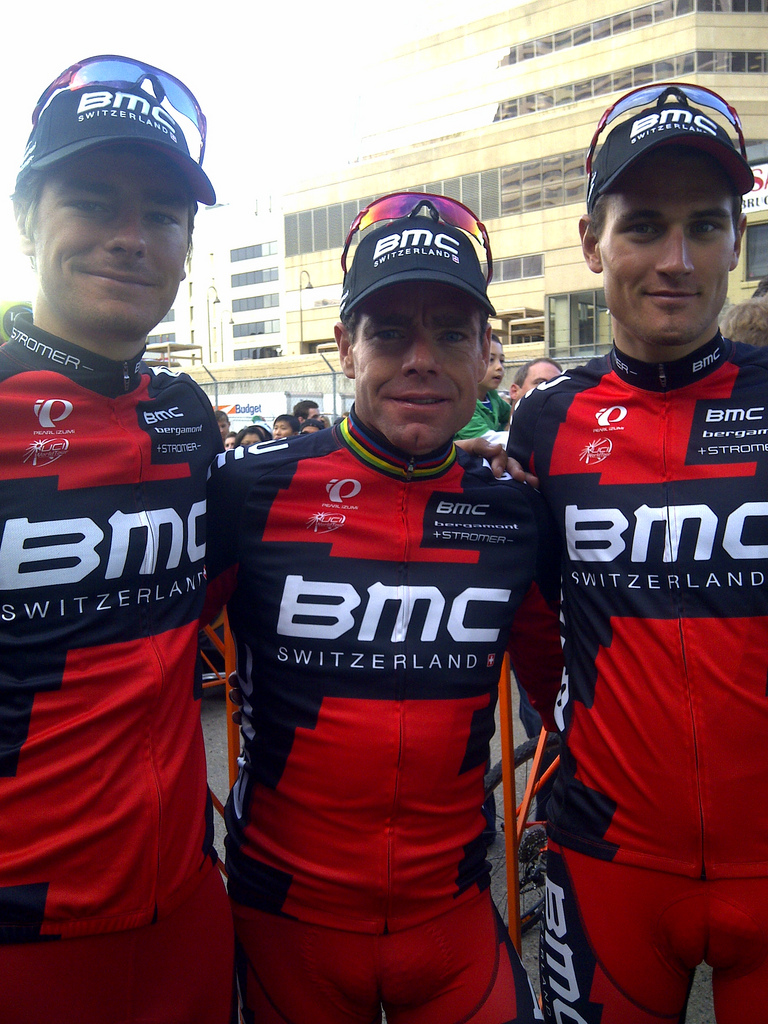
zleva Jakub, Cadel Evans a Silvan Dillier

### 2008
- 1. Mistrovství ČR
- 1. DUO NORMANDIE FR. časovka
- 1. Český pohár celkový vítěz
- 1. MČR časovka dvojic
- 11. MS JUNIORU časovka jednotlivců

### 2009
- 1. National TIME TRIAL BOLZANO IT časovka jednotlivců
- 1. Mistrovství ČR U23 časovka dvojic
- 1. GIRO PESCHE NETTARINE IT celkově nejlepší nejmladší jezdec, bílý trikot
- 2. Mistrovství ČR U23
- 2. GIRO VALLI CUNESSI nejlepší cizinec
- 3. GP VALDASO NATIONAL U26
- 8. Etapový závod GIRO PESCHE NETTARINE IT celkové pořadí
- 8. GP CAPODARCO U23
- 10. National CUP PARMA Itali
- 11. GIRO VALLI CUNESSI U23 celkové pořadí
- 11. GP Capodarco, U26 IT
- 16. GIRO VALLI CUNESSI U26 celkové pořadí
- 21. Mistrovství světa U23, Mendrisio

### 2010
- 1. Mistrovství ČR časovka jednotlivců
- 1. Lidice Elite 1.etapa
- 1. GP Montevarchi gara linea ELITE
- 1. GP VALDASO ELITE
- 1. National BRACCIALE CRONOMAN ELITE San Vendemiano
- 1. LUIGI BOCCA Montemagno di Asti ELITE
- 2. BRACCIALE CRONOMAN Elite Sosano
- 3. GIRO PESCHE NETTARINE U23 4.etapa
- 5. Mistrovství ČR silniční závod
- 9. 39° GP Capodarco
- 12. Mistrovství světa U23, Melbourne
- 11. GIRO VALLI CUNEESI Elite celkové pořadí

### 2011
- 1. Mistrovství ČR v závodě jednotlivců
- 1. Amatérském Giro d'Italia , GIRO BIO, 6 etapa
- 1. GP VALDASO Elite
- 2. Trofeo PRONESE časovka jednotlivců
- 3. GIRO VALLE D'AOSTA 4. etapa
- 3. Trofeo MARIO MARCHINA
- 4. TOUR DE L'AVENIR 1. etapa
- 4. COPA NAZIONI , 4 etapa
- 5. ME U23, OFFIDA časovka jednotlivců
- 5. Ponte SAN GIOVANNI
- 11. MS U23, Copenhagen
- 17. ME U23

### 2012
- 1. Mistrovství ČR, U23
- 1. GINO VIVALDINI U23
- 1. G.C. MONTECLARENSE Bracciale del cronomen
- 1. SP CARPATHIA COURIERS PATHS U23, 4 etapa
- 1. Ponte SAN GIOVANNI Bracciale del cronomen
- 2. Amatérském Giro d'Italia , GIRO BIO, 3 etapa
- leader na amatérském Giro d'Italia, držitel růžového dresu ( maglia Rosa )
- 2. Trofeo MARLENE Bracciale del cronomen Terlano
- 2. SP CARPATHIA COURIERS PATHS U23, 1 etapa
- 2. SP CARPATHIA COURIERS PATHS U23, celkové pořadí
- 3. Trofeo Citta di SAN VENDEMIANO
- 9. Mistrovství Evropy, U23

### 2013
- 11. Tour of Alberta, CAN celkové pořadí, držitel bílého dresu nejmladší nejlepší jezdec
- 4. Cascade Cycling Classic, Oregon, USA , celkové pořadí
- 23. Tour of Utah, USA , celkové pořadí